# Зейдерзе
52°42′ пн. ш. 5°24′ сх. д. / 52.7° пн. ш. 5.4° сх. д.

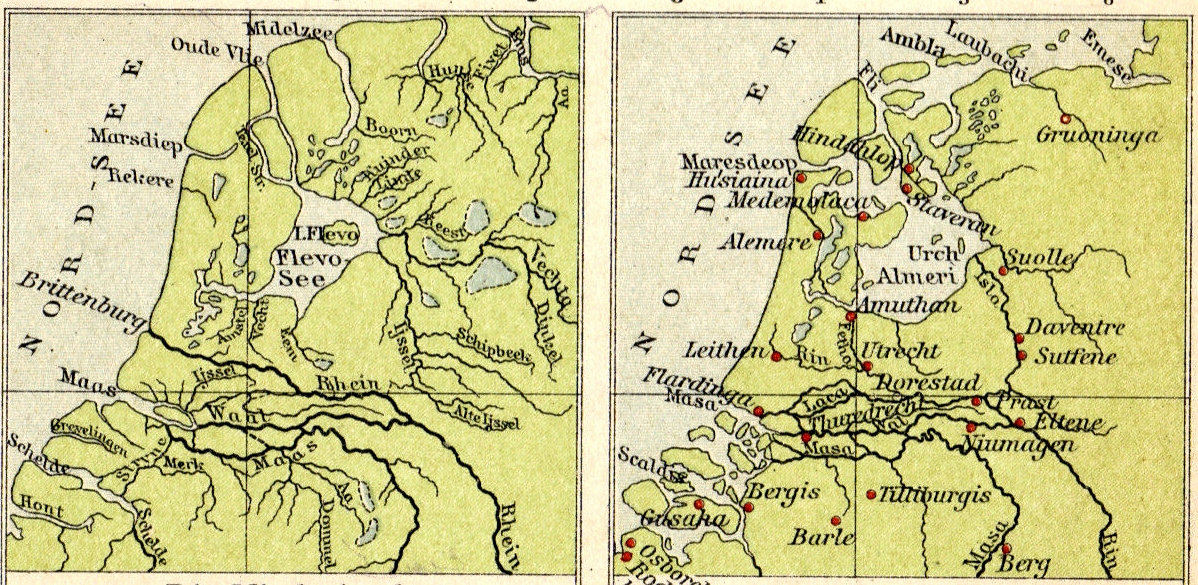
Приблизна мапа узбережжя Північної Голландії І сторіччя по Р. Х. (ліворуч) і Х ст по Р. Х. (праворуч)

Зейдерзе, або архаїчне Зюдерзеє (нід. Zuiderzee [ˌzœy̆dərˈzeː] «Південне море») — колишня мілководна затока у Північному морі у північно-західній частині Нідерландів. Мала розміри близько 100 км завдовжки та понад 50 км завширшки, найбільші глибини 4-5 метрів, площа поверхні 5000 км². У XX столітті більша частина затоки була відгороджена дамбою від Північного моря, внаслідок чого вода в ній стала прісною і фактично затока стала озером, яке отримало назву Ейсселмер за назвою річки Ейсел, що впадала в затоку. Річка Ейссел є гирлом-естуарієм річки Рейн.

## Історія
За часів Римської імперії на місці затоки було Флевонське озеро (лат. Flēvō, род. відм. Flēvōnis). Його розміри були меншими, а протока, що з'єднується з морем, набагато вужча, ніж пізніші береги затоки. Водоймище складалося з комплексу озер, боліт, каналів і проток, що розглядаються як одне озеро. Поступово ці водойми з'єднувалися одна з одною, утворюючи єдиний водний простір. Північна частина цієї водної території, що носила назву Влі (Vlie), з'єднувалася з морем найімовірніше через протоку, яка зараз є протокою Влістром між островами Вліланд і Терсхеллінг.
За часів раннього Середньовіччя через поступове підвищення рівня моря і часті шторми, берегова лінія стала розмиватися (повінь Всіх святих (1170)). Протока, що з'єднує озеро з морем, поступово розширювалася. 14 грудня 1287, під час найбільшої повені (Повінь Святої Люсії), піщаний бар'єр в районі Тесел було зруйновано, і озеро остаточно стало затокою, що отримало назву Зейдерзе. Це стихійне лихо створило умови для перетворення невеликого села Амстердам на центр морської торгівлі, місце зустрічей і торгівлі для мореплавців.
До зведення нових удосконалених гребель в XV столітті обриси затоки незначно змінювалися, часто траплялися повені і паводки. Наприклад, 18 листопада 1421 року в результаті прориву греблі, було затоплено 72 села, загинуло приблизно 10 000 чоловік. Це була Друга Повінь Святої Єлизавети (1421).

## Географія і розвиток
Навколо затоки Зейдерзе швидко виросло багато рибальських поселень, деякі з яких переросли в оточені мурами торгові міста, такі як Кампен в Оверейселі, Амстердам, Хорн й Енкхейзен в Голландії. Ці міста торгували в першу чергу з портами Балтійського моря, з Англією і з Ганзейським союзом, пізніше, з утворенням колоній — з рештою світу. Але згодом, торговельна активність стала зменшуватися, і більшість міст поступово повернулося до риболовного промислу і промислового виробництва. З середини ХХ сторіччя основним джерелом доходу поступово стає туризм.
В акваторії затоки було чотири невеликих острови: Вірінґен, Схокланд, Урк і Маркен. Жителі цих островів також існували головним чином за рахунок рибної ловлі й пов'язаних з нею галузей промисловості. Всі ці острови на кінець ХХ сторіччя стали частинами польдерів — штучно створених ділянок суші.
При реалізації проекту «Зейдерзе» у 1932 затоку було відгороджено від Північного моря штучною дамбою, що отримала назву Афслютдейк. Створення цієї дамби було відповіддю на повінь січня 1916 року. Плани щодо закриття Зейдерзе розроблялися понад тридцять років. Із завершенням греблі Афслютдейк в 1932 році, затока стала озером Ейсселмер, в результаті чого для сільського господарства і комунальних потреб стали доступні великі обсяги прісної води. Частина території затоки була осушена, і були утворені польдери Вірінгермер, Нордостполдер, Східний і Південний Флеволанд. На території трьох останніх була утворена провінція Флеволанд. В 1980-х роках південна частина Ейсселмеру була відгороджена однією дамбою Хаутрібдейк, утворивши озеро Маркермер.

## Ресурси Інтернету
- Zuiderzee Museum [Архівовано 25 січня 2021 у Wayback Machine.], dedicated to the history and culture of the former Zuiderzee
- Zuiderzee Cycle Route [Архівовано 3 листопада 2013 у Wayback Machine.], long-distance cycle route around the former Zuiderzee
- Pathe newsreel of flooding, 1916